# Viticipremna tomentosa
Viticipremna tomentosa là một loài thực vật có hoa trong họ Hoa môi. Loài này được Munir miêu tả khoa học đầu tiên năm 1985.